# Josep Riudavets i Monjó
Josep Maria Riudavets i Monjó (Maó, 1840 - Madrid, 1902) va ser un dibuixant i il·lustrador menorquí.

## Biografia
Nascut a la localitat menorquina de Maó el 21 de març de 1840, a l'edat de setze anys, el 20 de gener de 1856, va ingressar a l'Armada. Des d'aquesta data va prestar serveis com a delineant i constructor de cartes a la Direcció d'Hidrografia. Des de molt jove va realitzar il·lustracions per a publicacions periòdiques com La Ilustración Española y Americana i a la Ilustración Nacional, entre d'altres.
També va il·lustrar obres de les cases editorials Montaner i Simón de Barcelona i Saturnino Calleja de Madrid, a més de col·laborar amb Sol y Sombra. Entre els llibres pels quals va realitzar il·lustracions es troben uns Poemas de Alfredo Tenysson. Per uns treballs presentats en una exposició celebrada a Chicago el Govern espanyol li hauria concedit el títol honorari de tinent de navili de primera classe. Va morir el 13 de febrer de 1902 a Madrid.
Va ser autor de Tratado de dibujo topográfico, pel qual li va ser concedida una creu d'Isabel la Catòlica, Lecciones de dibujo topográfico (estudis progressius, dibuixats i litografiats per ell), Plano del río Guadiana, Plano de la rada y puerto de Malamaui, Costa occidental de la Paragua, Plano del puert ode Punta de Galle, i uns altres. Els seus dibuixos, carbons i aquarel·les, han figurat recentment en els comerços dels senyors Bosch i Hernández, representant ¡Desemparada! Recuerdos de Escoriaza, La tarde, Recuerdo de Vergara (aquarel·la adquirida per la infanta Isabel), Esperando la barca (ribes de l'Henares), Un rincón de la huerta de Alicante, Primavera (país de ventall) i quatre cuadritos inspirats en poesies d'Heine.